# Buick LaCrosse
O Buick LaCrosse é um sedã de porte médio-grande da Buick. No Canadá recebe o nome de Allure, devido as razões linguísticas, tendo em vista que lacrosse, em francês, tem conotação erótica.
A segunda geração do modelo compartilha plataforma com o Insignia, modelo produto para o mercado europeu sob a marca Opel, subsidiária pertencente ao mesmo grupo GM, inclusive foi esta que desenvolveu a plataforma. O desenho do automóvel difere bastante da versão europeia, diferentemente de outro modelo que utiliza não somente a plataforma mas o desenho, o Buick Regal, com pequenas mudanças estética, concentradas principalmente na parte frontal, para se enquadrar ao padrão da marca, que também pertence ao grupo.

## 1° geração
A primeira geração do lacrosse foi começada em 2005, com o motor buick L36 V6 3.8L de 200 bhp(203cv) e 305nm, o modelo usava esse motor que era aliado ao câmbio automático de 4 velocidades 4T65-E.
Já na segunda versão da primeira geração ele ficou muito mais bruto, sendo considerado pelos americanos como o "muscle car da Buick dos anos 2000", sendo equipado primeiramente com o motor L67 V6, que era o mesmo L36, porém com a adicão do kit Supercharger eaton M26, que gerou 240bhp(243cv) e 380nm, já a segunda versão desse modelo (que essa sim era o muscle car) tinha o motor LS4, era um V8 de 5.3L com 303 bhp(307cv) e 438nm, que eram transmitidos pelo mesmo câmbio automático 4T65-E e tração dianteira, o resultado foi um muscle car sedan mega pesado com motor V8 e tração dianteira que ia de 0 a 100 em 6,1s e atingia cerca de 256 km/h.

## Geleria
- Primeira gerção (2005-09)
- Segunda geração (2009-16)
- Terceira geração (2017-presente)